# Fusako Takacukasa
Fusako Takacukasa (japonsky 鷹司 房子, Takacukasa Fusako, 12. října 1653 – 19. května 1712), také známá jako Šindžósaimon-in (新上西門院), byla japonská císařovna choť. Byla chotí císaře Reigena.

## Život
Jejím otcem byl Norihira Takacukasa, který měl post sadaidžina a juniorskou první hodnost (従一位). Mezi její nevlastní sourozence patřil kampaku Fusasuke Takacukasa, sadaidžin Kaneharu Kudžó a Nobuko Takacukasa, manželka Cunajoši Tokugawy. Další teorie tvrdí, že Fusako byla ve skutečnosti mladší sestra Norihiry, kterou adoptoval jako svou dceru.

### Sňatek
Dne 1. prosince 1670 Fusako vstoupila jako dvorní dáma na dvůr o rok mladšího císaře Reigena. Dne 23. června 1673 palác zachvátil požár a jako dočasné sídlo císaře bylo následně použito panství udaidžina Motohira Konoe. Nešlo o nic nového: v roce 1661, za vlády předchozího císaře Go-Saie, palác také vyhořel a byl využit Motohirův majetek. Dne 3. října 1673 Fusako porodila dceru, princeznu Masako (栄子内親王). Ve světle velkého požáru v Kjótu, který zničil palác, byl název éry změněn na Enpó. Dne 10. ledna 1676, ihned poté, co byl dokončen nový palác, postupně shořel dočasný palác na Motohirově panství. Fusako a císař našli útočiště v domě Kanejuki Jošida (吉田兼敬), než se o dva dny později přestěhovali do nově vystavěného paláce.

### Císařovna
Dne 1. ledna 1683 byla Fusako prohlášena džusangó (准三后) a 3. prosince byla korunována čúgú. Stala se tak legitimní manželkou císaře – během celého období Edo se to stalo pouze čtyřikrát. Reigen abdikoval 2. května 1687 ve prospěch korunního prince Asahita, který se poté stal císařem Higašijamou. Spolu s tím bylo Fusako uděleno čestné jméno Šindžósaimon-in. Na začátku roku 1695 jí šógunát daroval 1 000 koku půdy.
Fusako Takacukasa zemřela 19. května 1712. Její hrob se nachází v Cuki no wa no misasagi v Higašijama-ku v Kjótu.